# Charlotte Cooper
Pour les articles homonymes, voir Cooper.

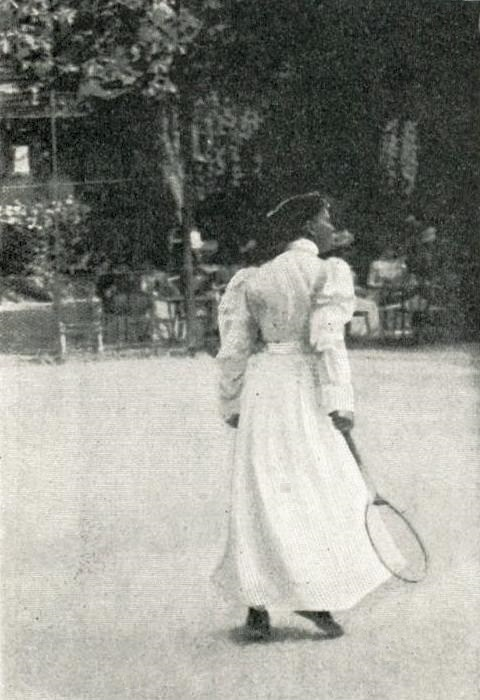
Charlotte Cooper à Paris lors des Jeux olympiques de 1900.

Charlotte Reinagle Cooper (22 septembre 1870 à Ealing – 10 octobre 1966 à Helensburgh) est une joueuse de tennis britannique de la fin du XIXe siècle et du début du XXe siècle. Elle est aussi connue sous son nom de femme mariée, Charlotte Cooper-Sterry. Le 11 juillet 1900, elle remporte le simple dames des Jeux olympiques de Paris et devient historiquement la première femme à s’adjuger une médaille d’or olympique dans une épreuve individuelle.

## Carrière tennistique
Charlotte Cooper naît de Teresa Georgiana et Henry Cooper en 1870. Elle est la dernière d'une fratrie de six.
Membre du Ealing Lawn Tennis and Archery Club dès l'enfance, elle gagne sa première compétition en 1893 puis le premier de ses cinq titres en simple à Wimbledon en 1895, face à Blanche Bingley en finale. Elle se démarque par un jeu offensif et un service avec la balle en hauteur plutôt qu'en cuiller, méthode habituelle de l'époque.
Surnommée « Chattie », elle gagne la première médaille d'or féminine de l'histoire de l'olympisme, aux Jeux de Paris en 1900, avec Reginald Doherty en double mixte, puis la première médaille d'or individuelle féminine en battant ensuite la Française Hélène Prévost en finale du simple dames, le 11 juillet 1900 sur les cours de l'île de Puteaux,.
Le 12 janvier 1901, elle se marie avec Alfred Sterry. Quelques années après avoir donné naissance à deux enfants, elle reprend le tennis et remporte une dernière fois Wimbledon, en 1908 : à 37 ans et 282 jours, elle demeure à ce jour la gagnante la plus âgée de l'épreuve.
En 1912, figurant toujours parmi l'élite, elle atteint encore la finale (perdant contre Ethel Thomson Larcombe) et poursuit sa carrière sportive jusque dans les années 1950.
Son mari a présidé la Lawn Tennis Association. Sa fille, Gwen, a elle aussi été joueuse de tennis et représenté la Grande-Bretagne lors de la Wightman Cup.
Charlotte Cooper est décédée en 1966, à 96 ans.

## Palmarès (partiel)

### Titres en simple dames
| No | Date       | Nom et lieu du tournoi       | Catégorie     | Surface      | Finaliste       | Score    |          |
| -- | ---------- | ---------------------------- | ------------- | ------------ | --------------- | -------- | -------- |
| 1  | 08/07/1895 | The Championships, Wimbledon | G. Chelem     | Gazon (ext.) | Helen Jackson   | 7-5, 7-6 |          |
| 2  | ??/06/1896 | The Championships, Wimbledon | G. Chelem     | Gazon (ext.) | Alice Simpson   | 6-2, 6-3 |          |
| 3  | ??/06/1898 | The Championships, Wimbledon | G. Chelem     | Gazon (ext.) | Louise Martin   | 6-4, 6-4 |          |
| 4  | 11/07/1900 | Jeux olympiques d'été, Paris | J. olympiques | Terre (ext.) | Hélène Prévost  | 6-1, 6-4 | Parcours |
| 5  | ??/06/1901 | The Championships, Wimbledon | G. Chelem     | Gazon (ext.) | Blanche Bingley | 6-2, 6-2 |          |
| 6  | ??/06/1908 | The Championships, Wimbledon | G. Chelem     | Gazon (ext.) | Agnes Morton    | 6-4, 6-4 |          |

### Finales en simple dames
| No | Date       | Nom et lieu du tournoi       | Catégorie | Surface      | Vainqueure             | Score         |  |
| -- | ---------- | ---------------------------- | --------- | ------------ | ---------------------- | ------------- |  |
| 1  | ??/06/1897 | The Championships, Wimbledon | G. Chelem | Gazon (ext.) | Blanche Bingley        | 5-7, 7-5, 6-2 |  |
| 2  | ??/06/1899 | The Championships, Wimbledon | G. Chelem | Gazon (ext.) | Blanche Bingley        | 6-2, 6-3      |  |
| 3  | ??/06/1900 | The Championships, Wimbledon | G. Chelem | Gazon (ext.) | Blanche Bingley        | 4-6, 6-4, 6-4 |  |
| 4  | ??/06/1902 | The Championships, Wimbledon | G. Chelem | Gazon (ext.) | Muriel Robb            | 7-5, 6-1      |  |
| 5  | ??/06/1904 | The Championships, Wimbledon | G. Chelem | Gazon (ext.) | Dorothea Douglass      | 6-0, 6-3      |  |
| 6  | 24/06/1912 | The Championships, Wimbledon | G. Chelem | Gazon (ext.) | Ethel Thomson Larcombe | 6-3, 6-1      |  |

### Finale en double dames
| No | Date       | Nom et lieu du tournoi      | Catégorie | Surface      | Vainqueures                  | Partenaire        | Score         |  |
| -- | ---------- | --------------------------- | --------- | ------------ | ---------------------------- | ----------------- | ------------- |  |
| 1  | 23/06/1913 | The Championships Wimbledon | G. Chelem | Gazon (ext.) | Winifred McNair Dora Boothby | Dorothea Douglass | 4-6, 2-4, ab. |  |

### Titre en double mixte
| No | Date       | Nom et lieu du tournoi      | Catégorie     | Surface      | Partenaire             | Finalistes                     | Score    |          |
| -- | ---------- | --------------------------- | ------------- | ------------ | ---------------------- | ------------------------------ | -------- | -------- |
| 1  | 06/07/1900 | Jeux olympiques d'été Paris | J. olympiques | Terre (ext.) | Reginald Frank Doherty | Hélène Prévost · Harold Mahony | 6-2, 6-4 | Parcours |

## Parcours en Grand Chelem (partiel)
Si l’expression « Grand Chelem » désigne classiquement les quatre tournois les plus importants de l’histoire du tennis, elle n'est utilisée pour la première fois qu'en 1933, et n'acquiert la plénitude de son sens que peu à peu à partir des années 1950.

### En simple dames
| Année | - | - | Championnat de France | Championnat de France | Wimbledon | Wimbledon       | US National | US National |
| ----- | - | - | --------------------- | --------------------- | --------- | --------------- | ----------- | ----------- |
| 1895  | - | - | -                     | -                     | Victoire  | Helen Jackson   | -           | -           |
| 1896  | - | - | -                     | -                     | Victoire  | Alice Simpson   | -           | -           |
| 1897  | - | - | -                     | -                     | Finale    | Blanche Bingley | -           | -           |
| 1898  | - | - | -                     | -                     | Victoire  | Louise Martin   | -           | -           |
| 1899  | - | - | -                     | -                     | Finale    | Blanche Bingley | -           | -           |
| 1900  | - | - | -                     | -                     | Finale    | Blanche Bingley | -           | -           |
| 1901  | - | - | -                     | -                     | Victoire  | Blanche Bingley | -           | -           |
| 1902  | - | - | -                     | -                     | Finale    | Muriel Robb     | -           | -           |
| 1904  | - | - | -                     | -                     | Finale    | D. Douglass     | -           | -           |
| 1908  | - | - | -                     | -                     | Victoire  | Agnes Morton    | -           | -           |
| 1912  | - | - | -                     | -                     | Finale    | Ethel Thomson   | -           | -           |

À droite du résultat, l’ultime adversaire.

### En double dames
| Année | - | - | Championnat de France | Championnat de France | Wimbledon          | Wimbledon              | US National | US National |
| 1913  | - | - | -                     | -                     | Finale D. Douglass | W. McNair Dora Boothby | -           | -           |

Sous le résultat, la partenaire ; à droite, l’ultime équipe adverse.

## Parcours aux Jeux olympiques

### En simple dames
| # | Date       | Nom de l'olympiade             | Surface      | Résultat      | Ultime adversaire | Score    |          |
| - | ---------- | ------------------------------ | ------------ | ------------- | ----------------- | -------- | -------- |
| 1 | 06/07/1900 | Jeux olympiques d'été, Paris   | Terre (ext.) | Or            | Hélène Prévost    | 6-1, 6-4 | Parcours |
| 2 | 06/07/1908 | Jeux olympiques d'été, Londres | Gazon (ext.) | 1/4 de finale | Kate Gillou       | Forfait  | Parcours |

### En double mixte
| # | Date       | Nom de l'olympiade          | Surface      | Résultat | Partenaire             | Ultimes adversaires            | Score    |          |
| - | ---------- | --------------------------- | ------------ | -------- | ---------------------- | ------------------------------ | -------- | -------- |
| 1 | 06/07/1900 | Jeux olympiques d'été Paris | Terre (ext.) | Or       | Reginald Frank Doherty | Harold Mahony · Hélène Prévost | 6-2, 6-4 | Parcours |